# Герш, Марцин
Марцин Герш (пол. Marcin Giersz, Marcin Gerss, 23.10.1808 г., Голдапский повят, Восточная Пруссия — 25.03.1895 г., около Гижицко, Восточная Пруссия) — мазурский писатель, педагог, издатель, лютеранский деятель.

## Биография
Марцин Герш родился 23 октября 1808 года в крестьянской мазурской семье. После окончания педагогического училища в Инстербурге занимался педагогической деятельностью в городах Николайкен, Зихестен и Гросс-Штюрлаке.

## Общественная деятельность
Марцин Герш в своей общественной деятельности проповедовал мазурский сепаратизм и одновременно поддерживал германизацию, противодействуя Густаву Гизевиушу, выступавшему на Мазурах за большую свободу польского языка в Восточной Пруссии и боровшегося за польскую идентификацию мазуров. В своих выступлениях Марцин Герш подчёркивал свою мазурскую идентификацию, отрицая свою принадлежность к польскому народу.
Марцин Герш в своих сочинениях восхвалял династию Гогенцоллернов и заявлял о культурной идентичности мазуров и немцев. В то же время он занимался издательской деятельностью, выпуская сочинения польских поэтов и писателей Яна Кохановского, Николая Рея, Игнатия Красицкого и Адама Мицкевича.
Марцин Герш подвергался критике за свою прогерманскую позицию и лояльность к Восточной Пруссии со стороны польских общественных деятелей. Марцина Герша поддерживал польский историк Войцех Кентшиньский, который принимал во внимание мазурскую специфику. С Марцином Гершем сотрудничал мазурский фольклорист и педагог Герман Пелка.
С 1875 по 1890 год Марцин Герш издавал еженедельную газету Gazeta Lecka.

## Источник
- Zbigniew Chojnowski, Marcin Giersz (Gerss): czlowiek z pogranicza, wyd. Z Bliska, 2009, ISBN 839260766X